# شهپر (خواننده)
شهپر امیرابراهیمی (۱۳۱۸ بندر انزلی، گیلان – ۱۲ دی ۱۳۸۶ مالمو، سوئد) خواننده قدیمی و مردمی رادیو ایران و بازیگر پرطرفدار تئاترهای خیابان لاله‌زار و سینمای ایران در دهه چهل خورشیدی بود. به دلیل هم‌نام بودن، گیلانی بودن و هم‌سن بودن هر دو، گاهی با کتایون امیرابراهیمی اشتباه گرفته‌می‌شوند.
او در تاریخ ۱۲ دی ۱۳۸۶ (۲ ژانویه ۲۰۰۸)، در سن ۶۸ سالگی در شهر مالمو، سوئد درگذشت.
شهپر در طول سال‌های دهه چهل خورشیدی، همراه با مهوش و آفت، یکی از سه خواننده عامه‌پسند و پرطرفدار ایران به‌شمار می‌آمد.

## ترانه‌ها

کاور صفحه گرامافون با صدای شهپر

برخی از معروف‌ترین ترانه‌های شهپر عبارتند از: من شهپرم، دروازه‌بان بی‌عرضه، عمو سبزی‌فروش، لج کردی لج ، حمومی ، تیروم تیروم و مرسی جونم.

## بازیگری
شهپر در طول سال‌های فعالیت خود در سینمای ایران، در کنار بازیگران معروف وقت سینمای ایران از جمله بهروز وثوقی، پوری بنایی، گوگوش، آذر شیوا، بهمن مفید، پرویز صیاد، تقی ظهوری، علی میری، عارف، فروزان، فریبا خاتمی، ایرج قادری، منوچهر وثوق و مستانه جزایری ایفای نقش کرد.

## فیلم‌شناسی[۳]

### بازیگر
- جاهل محل (۱۳۴۳)
- پرتگاه مخوف (۱۳۴۲)

### خواننده
1. جوجه فکلی (١٣۵٣)
2. پیش‌کسوت (۱۳۵۵)
3. پری خوشگله (۱۳۵۳)
4. جنوبی (۱۳۵۲)
5. مغربی (۱۳۵۲)
6. دو انسان (۱۳۴۵)
7. کابوس (۱۳۴۵)
8. جاهل محل (۱۳۴۳)
9. دختران با معرفت (۱۳۴۳)
10. گردن کلفت (۱۳۴۳)
11. پرتگاه مخوف (۱۳۴۲)

### رقص
1. پرتگاه مخوف (۱۳۴۲)
2. گردن کلفت (۱۳۴۳)
3. جاهل محل (۱۳۴۳)
4. کابوس (۱۳۴۵)